# Catedrala din Worms
Catedrala Sfântul Petru din Worms este o biserică romano-catolică din Worms, Germania. Ea a fost catedrala Episcopiei de Worms, până la desființarea acesteia în anul 1800, în contextul ocupației franceze.

## Istorie și arhitectură
Construcția catedralei a început în secolul al XII-lea, conform unor documente în anul 1110, pe locul unei vechi biserici din secolul al VII-lea. Ea este construită în stil romanic cu elemente de influență gotică, asemănându-se cu Catedrala din Mainz și Domul din Speyer. Printre evenimentele cele mai importante ce s-au petrecut între zidurile ei se numără alegerea Papei Leon al IX-lea în anul 1048 și Concordatul de la Worms din anul 1122.
De-a lungul timpului catedrala a suferit mai multe reconstrucții și restaurări, fiind resfințită de trei ori. Distrus în urma unui incendiu, domul este refăcut în 1689 din ordinul episcopului Franz Ludwig von Pfalz-Neuburg, adăugându-se acestuia elemente baroce, precum altarul lui Balthasar Neumann. Altă distrugere este pusă pe seama trupelor revoluționare franceze, care au folosit lăcașul pe post de depozit. Abia în 1886 începe o renovare serioasă. Datorită importanței sale, în anul 1925 a fost ridicată la rangul de basilica minor.

## Imagini

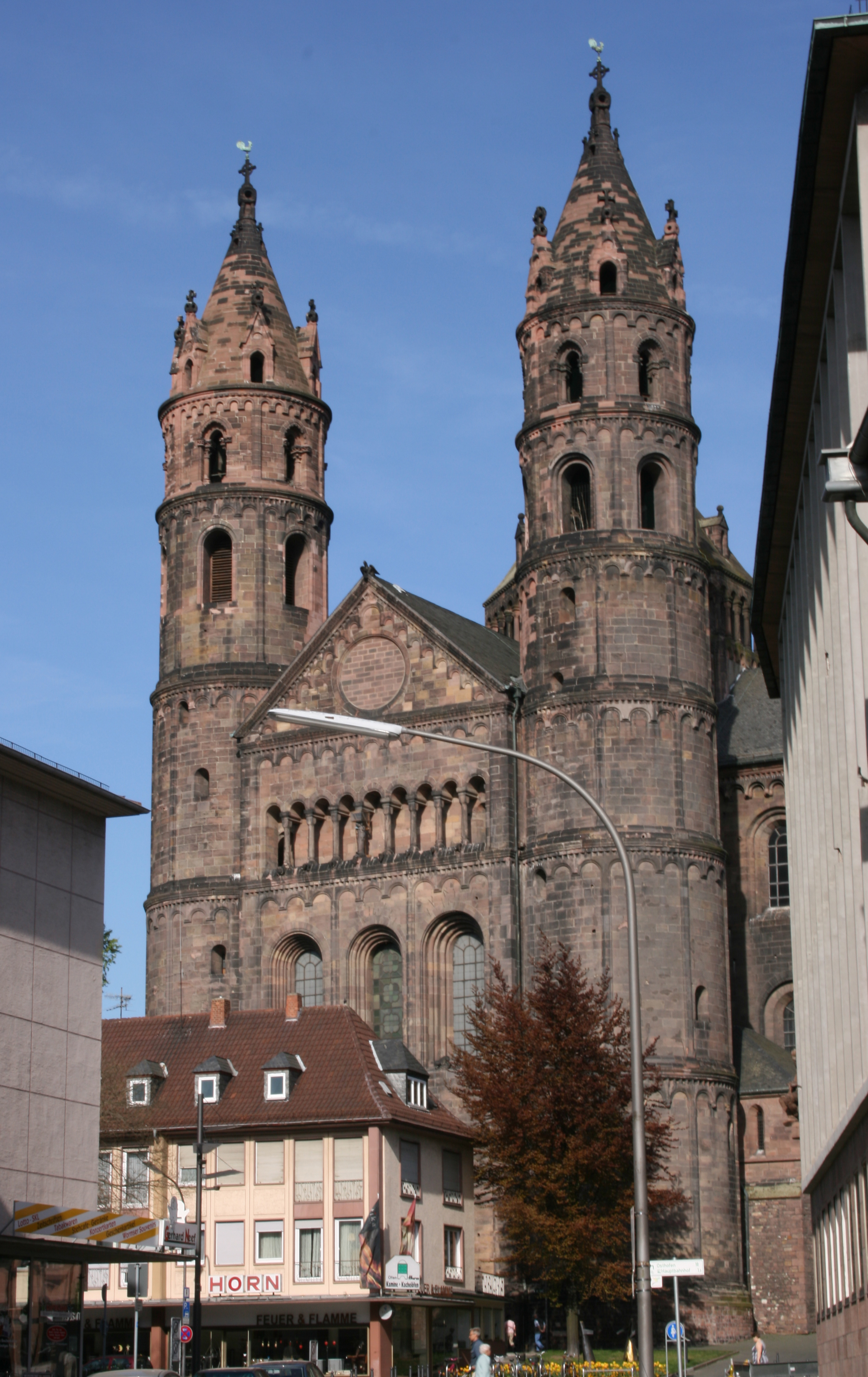
Turnuri
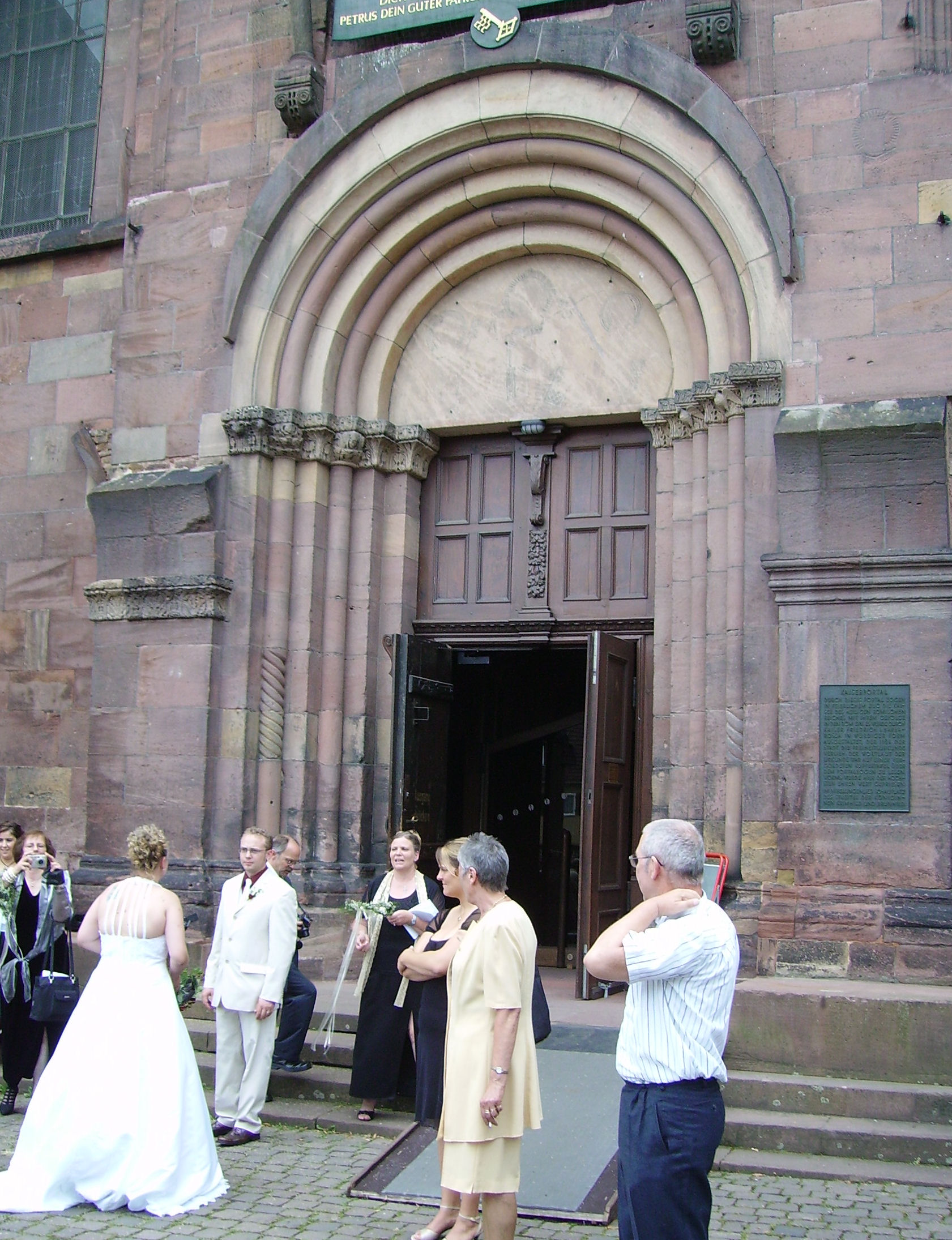
Intrare
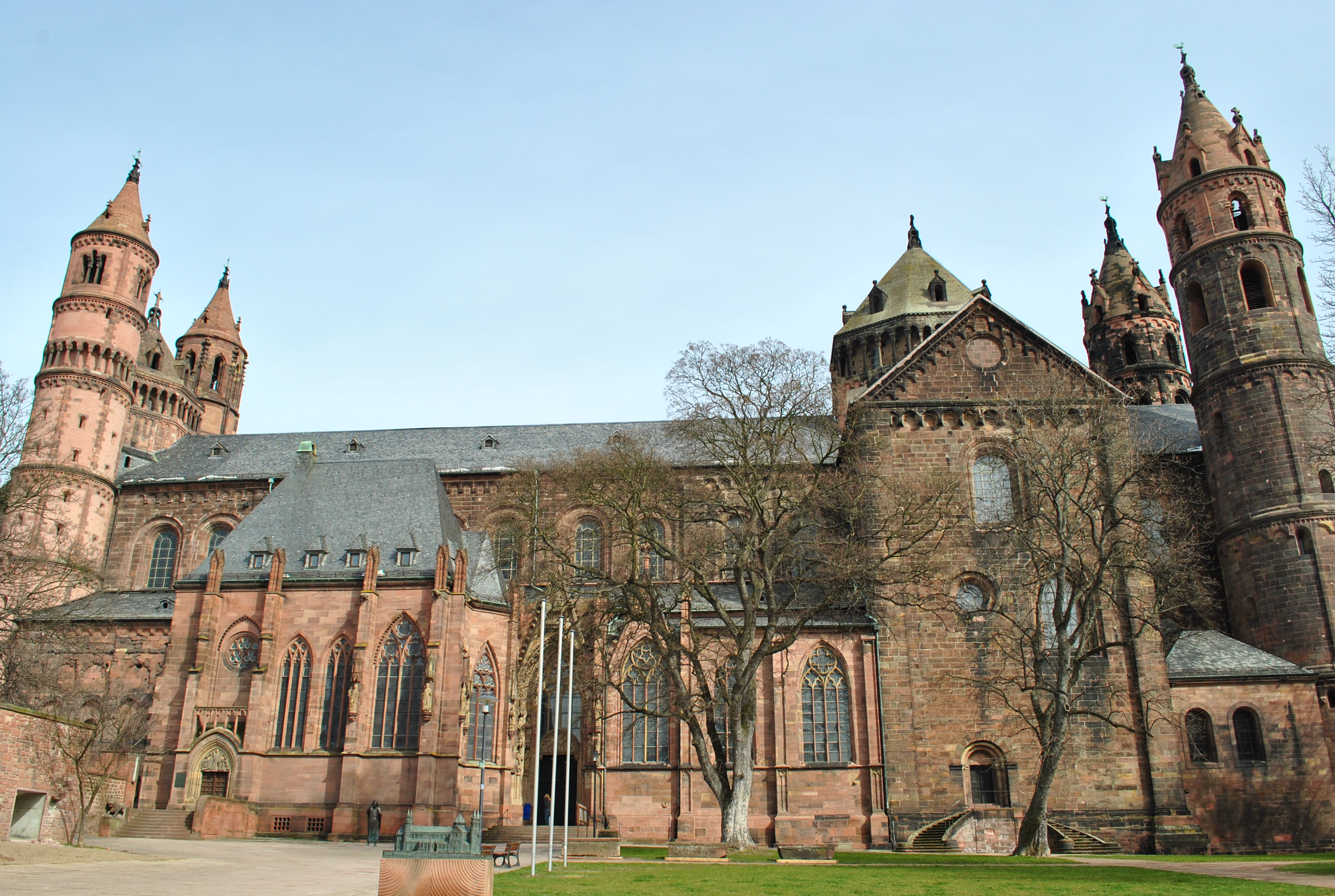
Exterior
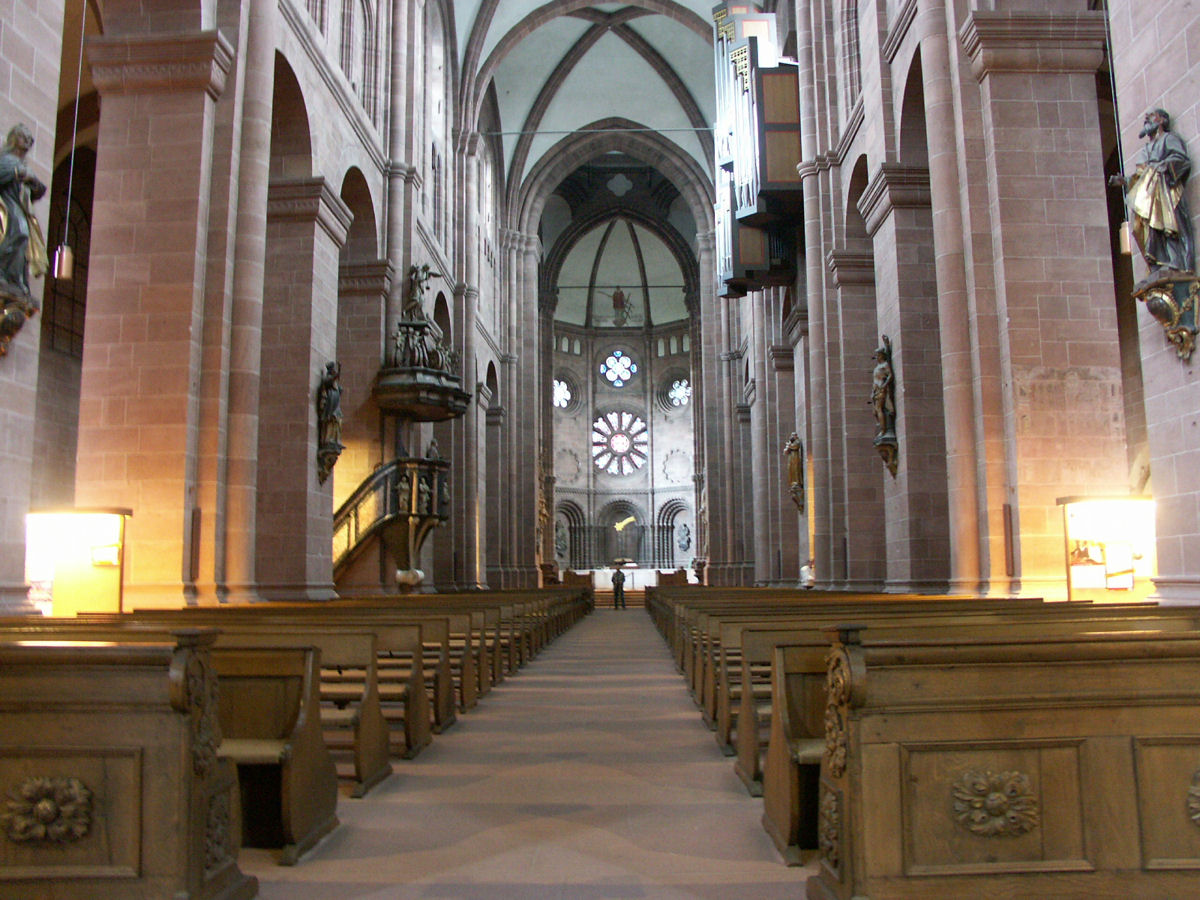
Interior